# 블레이드 소울
《블레이드 소울》(튀르키예어: Deliler)는 2018년 개봉한 터키의 액션, 전쟁 영화이다.

## 줄거리
모든 폭군은 우리의 적이며, 모든 대지가 우리의 전장이다! 15세기 중기 왈라키아의 가장 강인한 전사들 ‘딜러’,왈라키아의 폭군은 쥐를 이용해 역병을 퍼트려 콘스탄티노폴리스를 함락시키고, 오스만 제국을 정복하려 한다.나라를 함락시킬 후의 무기 ‘붉은 이끼’로 가득한 블러드 동굴의 존재를 알게 된 ‘딜러’는 폭군에 맞서 싸우게 되는데…
거대한 선악의 대결, 그 승자는 누구인가!

## 출연진
주연
- 젬 우찬 - 고쿠르트 역
- 에르칸 페테카야 - 블라드 테페스 역
- 이스마일 필즈 - 아스가르 역

조연
- 귈사 사힌 - 엘리자베타 역
- 누르 아이산 - 알라카 역
- 예트킨 디킨실레르 - 바바 술탄 역